# El vampiro negro (programa de radio)
El vampiro negro (emitido como Hola Luis en México) es un programa de radio creado y conducido por escritor y músico argentino Luis Pescetti.
Se transmite en México por Radio Universidad Nacional Autónoma de México (XEUN-FM o Radio UNAM, únicamente en la Ciudad de México y su área metropolitana) de 9:00 a 10:00 a. m. (hora del centro) todos los domingos en el 96.1 de la FM y en Argentina por Radio Nacional (LRA) y todas sus repetidoras en todo el país a diferentes horas, pero en Buenos Aires se transmite los sábados de las 13:30 a las 14:30 por la 870 AM.
El vampiro negro es un programa de interés general, dirigido principalmente a los niños, que transmite música propia de Luis (que a veces toca en vivo), con música tradicional para niños, canciones de algunos artistas infantiles, algunos de ellos son:
- Risas de la Tierra de Magdalena Fleitas
- Barcos y Mariposas de Mariana Baggio
- Al tun tún
- Francisco Gabilondo Soler (Cri Crí).
- Teresa Usandivaras
- Patita de Perro, entre otros.

Y toda esa música la combina con música no considerada "para niños", como de:
- The Police
- Pink Floyd
- Eugenia León, entre otros.

El programa incluye también acertijos y adivinanzas, sacadas algunas de olimpíadas de matemáticas, y trata temas de la vida diaria.

## Historia del programa
La idea de realizar un programa radial surgió en Luis cuando recién llegó a México, en 1990, cuando llamó a la Radio UNAM y le dio la idea de realizar su programa. Él aceptó.
Los programas se realizaban en vivo en una cabina ubicada en la Ciudad Universitaria de la UNAM.
Durante el tiempo que se transmitió el programa en México (bajo el nombre de ¡Hola, Luis!), se realizó por primera vez la narración del libro Frin, bajo el formato de novela por entregas semanal.
Cuando Pescetti volvió a Argentina, el programa comenzó a emitirse por Radio Nacional, desde entonces los programas en vivo se transmiten a toda Argentina desde allá, y se retransmite en México, D. F.
En el 2008, después de 14 años de transmisión, Pescetti decidió terminar con el programa. Publicó en su página su decisión, El 24 de abril de 2008 grabó el último programa en vivo, desde la sala Julián Carrillo de Radio UNAM. Este programa se transmitió en dos partes, los días 27 de abril y 4 de mayo de 2008. Los días 11 y 25 de mayo se transmitieron 2 de 3 programas especiales, dando fin a Hola Luis.
En 2013 El vampiro negro comenzó a retransmitirse por radio Upa, una radio argentina por internet destinada al público infantil.